# Андаманські мови
Андама́нські мо́ви — мови корінного населення Андаманських островів. Об'єднувались в одну сім'ю на підставі великої типологічної подібності, однак було доведено, що великі андаманські мови та онганські мови не пов'язані генеалогічно. Родинні зв'язки андаманських мов з будь-якими іншими мовами не встановлені. 1994 року Рулен виявив, що система займенників мови джувой і, меншою мірою — інших андаманських мов, збігається з системою займенників мови кусунда, яку раніше вважали ізольованою. Загальне число носіїв — менш ніж 400 осіб.

## Класифікація
Згідно з Ethnologue:

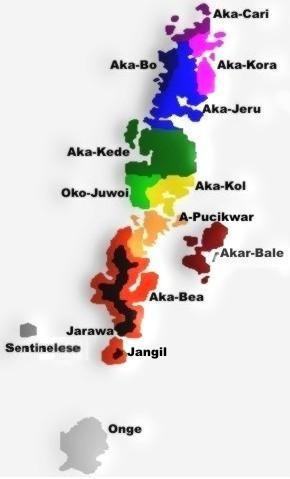
Етнолінгвістична мапа Андаманських островів до колонізації

1. Андаманські мови (Andamanese; 14 мов)
  1. Великоандаманські мови (Great Andamanese; 11 мов)
    1. Північні (Northern Andamanese; 4 мови)
      1. ака-бо (Aka-Bo )
      2. ака-джеру (Aka-Jeru)
      3. ака-кора (Aka-Kora)
      4. ака-карі (Aka-Cari)

    2. Центральні (Central Andamanese; 6 мов)
      1. Пучікварська мова (A-Pucikwar) †
      2. ака-бале (Akar-Bale)
      3. ака-беа (Aka-Bea)
      4. око-джувой (Oko-Juwoi)
      5. ака-кеде (Aka-Kede)
      6. кол (Aka-Kol)

  2. Південні (South Andamanese; 3 мови)
    1. джарава (Jarawa )
    2. онге (Öñge)
    3. сентінельська (Sentinel)

До колонізації Андаманських островів серед 5-8 тисяч андаманців 2/3 говорили мовами північної гілки, раніше поширеними на Північному, Середньому та Південному Андамані (крім внутрішніх районів останнього).
До 1930-х рр. ці мови вимерли. Їх сучасне продовження, т. зв. новоандаманська мова — це Креольська мова, в основі якої лежить мова ака-джеру і яка при цьому містить значну кількість елементів інших мов, а також андаманського діалекту мови гінді; нею володіють 37 нащадків північних Андаманських племен, що об'єдналися в єдину громаду й поселились у середині XX століття на острові Стрейт (перепис 1995 року).
Південну гілку складають мови джарава (понад 200 носіїв на західному узбережжі Південного та Середнього Андамана; кінець XX ст., оцінка) та онге (близько 100 мовців на Малому Андамані; кінець XX ст., оцінка); до цієї ж групи прийнято відносити невивчену сентінельську — мову населення острова Сентінел, яке не вступає в контакти (понад 100 мовців, точне число жителів острова невідоме).

## Фонетика
Особливістю фонетики андаманських мов є відсутність фрикативних у мові онге (в інших мовах, ймовірно, є лише h).

## Морфологія
Андаманські мови належать до аглютинативних мов, розвинена як префіксація, так і суфіксація. У мовах північної групи в імені відсутня категорія числа, в онге є факультативні суфікси однини, двоїни та множини. Прикметники в мовах північної групи виражаються самостійно, а в онге інкорпоруються в іменну словоформу. У мовах обох груп існують по кілька класів присвійних займенників, що залежать від типу належного. В онге на базі показників класу таких займенників виникла розвинена система класифікаторів, яка взаємодіє з іменем та дієсловом, а також використовується у словотворенні; пор. m-i-dange моя кістка , m-o-dange моя голова. Числівники як особливий клас в Андаманських мовах відсутні; кількість позначається поняттями «один», «два або кілька», «багато», тощо.

## Синтаксис
Звичайний порядок слів «підмет + додаток + присудок», визначення йде після визначеного.

## Писемність
Всі Андаманські мови безписемні.

## Історія вивчення
Наприкінці XIX — початку XX ст. вивченням андаманських мов займалися через практичну потребу представники британської адміністрації та етнографи. Серед мов північної групи найбільш вивченою є Беа (мертва), південної — онге. Андаманські мови продовжують досліджувати індійські фахівці.